# Larentia ypsilonaria
Larentia ypsilonaria är en fjärilsart som beskrevs av Achille Guenée 1868. Larentia ypsilonaria ingår i släktet Larentia och familjen mätare. Inga underarter finns listade i Catalogue of Life.